# Awwad Alawwad

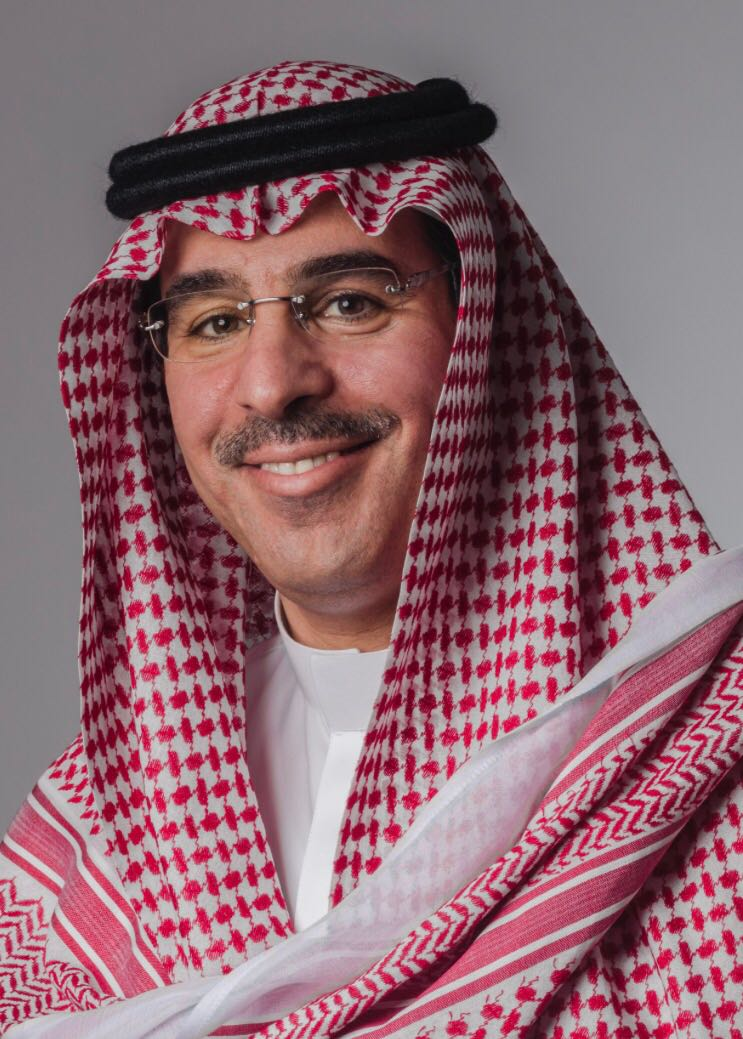
Awwad Alawwad (2017)

Awwad Alawwad (arabisch عواد العواد, DMG ʿAuwad al-ʿAuwad; * 11. April 1972 in Riad) ist ein saudischer Politiker und Diplomat zur Zeit bekleidet er das Amt des Zensurministers.

## Persönliches Leben
Al-Awad ist verheiratet, hat drei Kinder und lebt mit seiner Familie in Riad.

## Studium
1993 wurde er Bachelor der Verwaltungswissenschaft König-Saud-Universität in Riad. 
1996 wurde er Master des Bankwesens der Boston University.
2000 wurde er mit einer Arbeit zu Financial Markets Systems von der University of Warwick Doktor der Wirtschaftswissenschaft promoviert.

## Werdegang
Von 2000 bis 2004 leitete er die Abteilungen Finanzstudien und Bankenaufsicht bei der Saudi Arabian Monetary Authority, der saudischen Zentralbank. Anschließend war er bis 2010 Präsident des Saudischen Zentrums für Wettbewerbsfähigkeit und stellvertretender Geschäftsführer der Saudi Arabian General Investment Authority (SAGIA), die für die Durchführung von internationalen  Investitionsschutzabkommen zuständig ist.
Er war Vorsitzender des WTO-Panels zu Handelsstreitigkeiten, stellvertretender Vorsitzender der Saudi-Swiss Joint Commission sowie der Saudi-Russischen Joint Commission. Von 2010 bis 2013 war er Berater des Fürsten von Riad, Sattam bin Abdulaziz Al Saud. Von 2013 bis 2015 war er Wirtschaftsberater des Sonderbüros des damaligen Kronprinzen Salman ibn Abd al-Aziz. Am 22. April 2015 wurde er zum Botschafter in Berlin ernannt, wo er von Oktober 2015 bis 22. April 2017 akkreditiert war.
Am 13. Juni 2017 ereignete sich eine für einen Fahrradfahrer tödliche Kollision, mit einer unter dem Schutz der völkerrechtlichen Immunität geöffneten Porschetür. Al-Awad suchte die Hinterbliebenen auf und äußerte sein Mitgefühl.
Das saudische Informationsministerium ist zuständig für die Beaufsichtigung der Zeitungen, Magazine, Kanäle und sämtlicher Medien des Landes.